# Stewart P. Evans
Stewart P. Evans, född 1949, är en brittisk författare, kriminalhistoriker och samlare av kriminalhistorisk memorabilia. Evans har en 28-årig bakgrund som polis i Suffolk, men är numera pensionerad. 

## Biografi
Evans är mest känd för sin forskning om Jack Uppskäraren, ett ämne som han avhandlat i ett antal böcker, ofta som medförfattare; bland annat utgav han i början av 2000-talet tillsammans med författaren Keith Skinner The Ultimate Jack the Ripper Sourcebook, vilken innehåller renskrivna polisiära originaldokument, pressrapporter och brev som är relevant för Uppskärarfallet. År 1993 upptäckte han The Littlechild Letter i en bunt korrespondens tillhörande den viktorianske journalisten George R. Sims, vari Francis Tumblety lades fram som namnförslag på gärningsmannen. 
Evans forskningsmetod präglas av objektivitet, vilket är särskilt tydligt i hans senaste bok om Uppskäraren, Jack the Ripper: Scotland Yard Investigates (2006), författad tillsammans med kriminalhistorikern och före detta London City-polismannen Donald Rumbelow.
Evans hyser också intresse för andra mysterier, såsom Joseph Merrick (Elefantmannen) och paranormala fenomen samt har författat en bok om den vikorianske bödeln James Berry. Han är också känd flyghistoriker, och var den forskare som fann och märkte ut platsen där John F. Kennedy Jr:s plan havererade.
Evans är en uppskattad och respekterad föredragshållare. Han var också konsult för filmen From Hell om Uppskäraren, med Johnny Depp i huvudrollen.